# Napaea melampia
Napaea melampia is een vlindersoort uit de familie van de prachtvlinders (Riodinidae), onderfamilie Riodininae.
Napaea melampia werd in 1867 beschreven door H. Bates.